# Francisco Gento
Francisco Paco Gento López, couramment appelé Francisco Gento ou Paco Gento, né le 21 octobre 1933 à Guarnizo et mort le 18 janvier 2022 à Madrid, est un footballeur international espagnol évoluant au poste d'ailier gauche du début des années 1950 à celui des années 1970.
Francisco Gento réalise l'essentiel de sa carrière comme ailier gauche au Real Madrid, dont il porte le maillot pendant dix-huit saisons, remportant six fois la Coupe des clubs champions européens et douze fois le Championnat d'Espagne, ce qui constitue pour chacune des deux compétitions un record. Il co-détient aussi le record de trophées remportés avec le Real et celui du nombre de finales de C1.
Sélectionné en équipe d'Espagne de 1955 à 1969, il n'est cependant pas du championnat d'Europe des nations remporté par son pays en 1964.

## Biographie

### Enfance et formation
Francisco Gento est originaire de la communauté autonome de Cantabrie, sur la côte nord de l'Espagne, et plus précisément du village de Guarnizo, dépendant de la ville d'El Astillero.
Francisco Gento est formé au Racing de Santander, le grand club local. Il fait ses débuts en Liga avec son club formateur lors de la saison 1952-1953 et est auteur de deux buts en dix matchs.

### Dix-huit ans au Real Madrid

#### Sacres continentaux et mondiaux

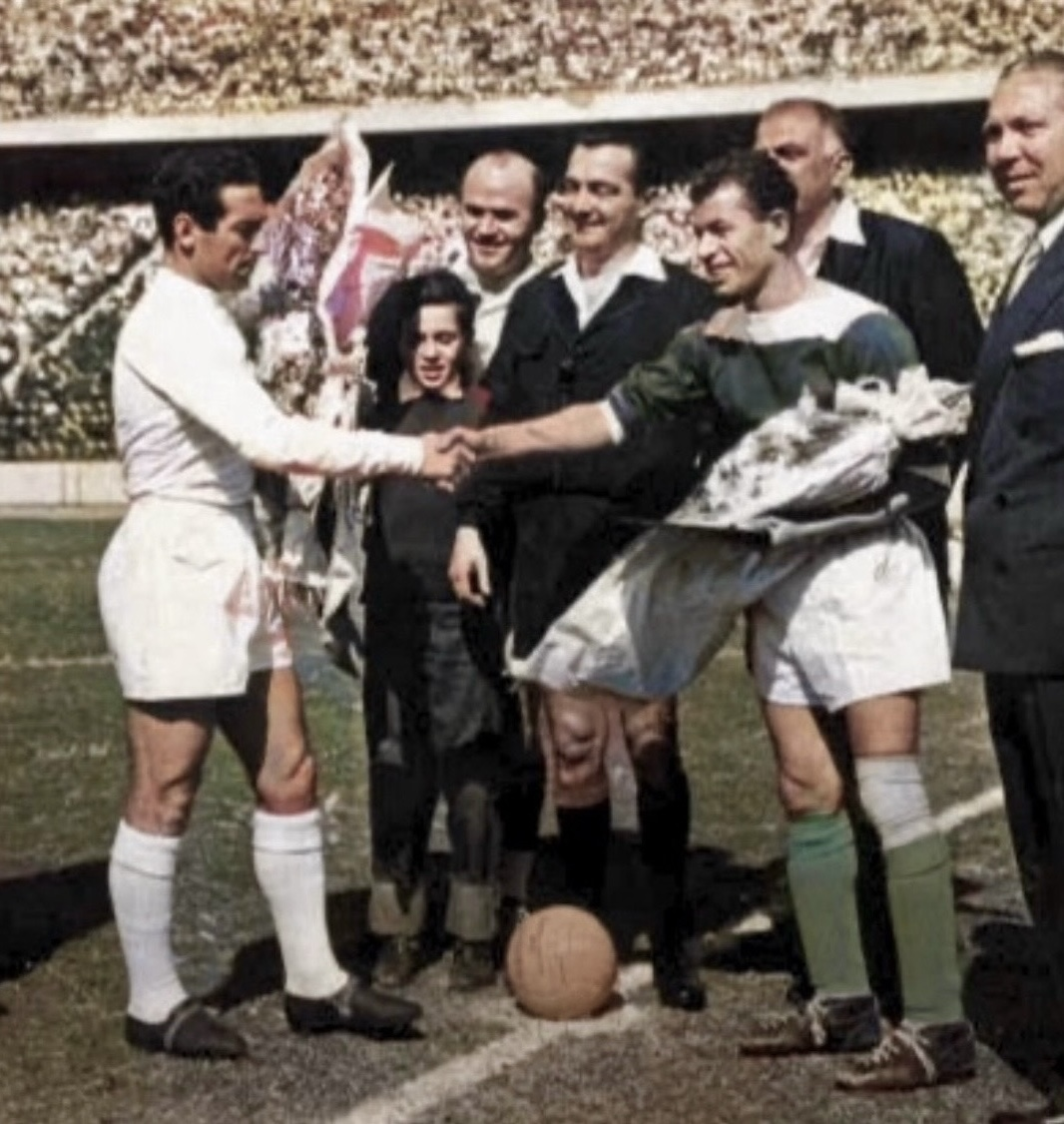
Le capitaine du Real Madrid Gento serre la main du capitaine du Zamalek Sharif El-Far, avant leur match amical à l'occasion de la célébration des 50 ans de la création du Zamalek au stade du Caire le 10 mars 1961

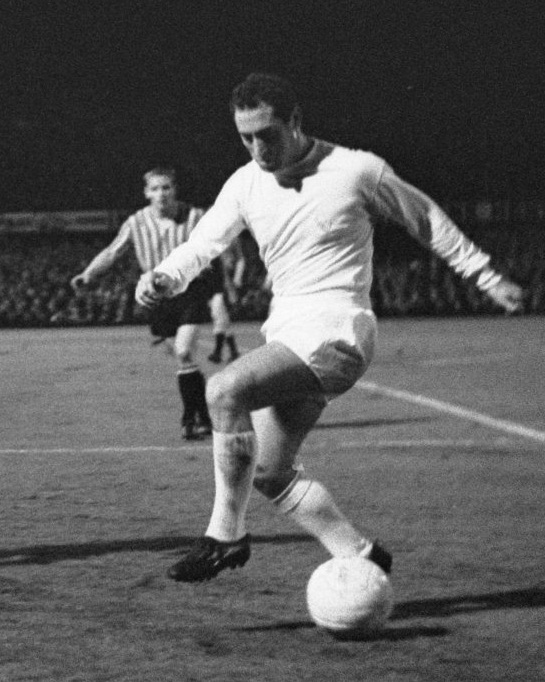
Francisco Gento sous les couleurs du Real Madrid face au Feyenoord (1965).

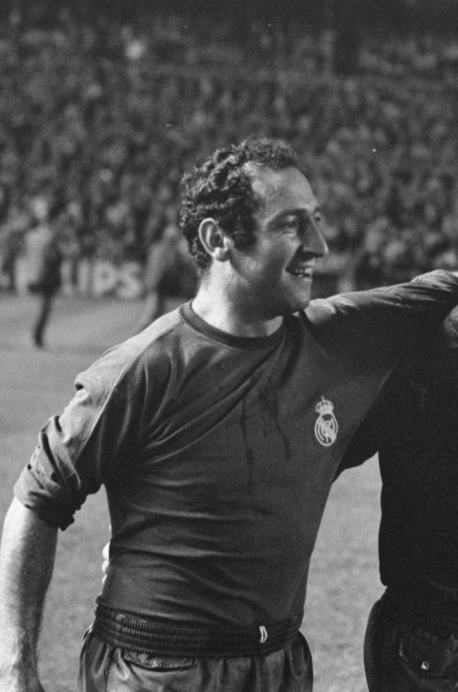
Francisco Gento sous les couleurs du Real Madrid face à l'Ajax Amsterdam (1967).

En 1953, Francisco Gento signe au Real Madrid à 19 ans avec dix autres recrues et le numéro 11. « Paco » Gento connaît des débuts difficiles, étant jugé très physique mais trop maladroit. Arrivé au même moment au Real, son coéquipier argentin Alfredo Di Stéfano convainc alors le président du club madrilène Santiago Bernabéu de le conserver. Gento s'impose tout de même rapidement comme titulaire en attaque, aux côtés de Di Stéfano et de l'Espagnol Joseíto. Champion d'Espagne dès la première saison de Francisco Gento, le Real Madrid conserve son titre la saison suivante et remporte la Coupe Latine 1955 face au Stade de Reims.
L'année suivante, les Madrilènes enlèvent la première édition de la Coupe des clubs champions européens encore face au Stade de Reims, et initient cinq années de domination européenne, un exploit resté inégalé. Gento inscrit les buts décisifs lors des finales de 1957 et 1958. L'ailier gauche forme l'attaque madrilène aux côtés de di Stéfano, Hector Rial, Ferenc Puskas puis Raymond Kopa de 1956 à 1959.
En 1960, les Merengues sont qualifiés pour la première édition de la Coupe intercontinentale, disputée face aux Uruguayens de Peñarol. Après un nul en Amérique du Sud, une victoire 5-1 à Madrid, au cours de laquelle Francisco Gento marque le cinquième but, leur assure le titre mondial.
Le Real est devancé sur la scène nationale par le FC Barcelone des Hongrois László Kubala, Sándor Kocsis et Zoltán Czibor en 1959 et 1960.

#### Capitaine et domination nationale
L'équipe de Francisco Gento remporte huit des neuf titres de champion entre 1961 et 1969, devancée seulement en 1966 par l'Atlético de Madrid, d'un seul point, mais remporte cette saison-là une sixième Coupe des clubs champions européens, après deux échecs en finale en 1962 et 1964.
Il prend sa retraite sportive en 1971, sur une dernière finale européenne de Coupe d'Europe des vainqueurs de coupe perdue face aux Anglais du Chelsea FC (1-1, 2-1).

### En équipe nationale
Francisco Gento est sélectionné pour la première fois en équipe d'Espagne en mai 1955, pour un match contre l’équipe d'Angleterre.
L'ailier est sélectionné pour les Coupes du monde de 1962 et participe à trois matchs de la compétition.
Sélectionné dans l'équipe de la FIFA en 1963[réf. nécessaire], il manque pourtant le Championnat d'Europe l'année suivante, remporté par son pays. En effet, Gento est présent lors des éliminatoires mais n'est pas retenu pour la phase finale en Espagne et ne dispute pas les demi-finales ni la finale remportée contre l'URSS (2-1) au stade Bernabeu.
L'ailier est notamment sélectionné pour les Coupes du monde de 1966, et participe à deux matchs de la compétition.
Il totalise 43 capes en équipe nationale entre 1955 et 1969, au cours desquelles il marque cinq buts. 

### Reconversion et fin de vie
Après sa retraite sportive en 1971, Francisco Gento se reconvertit en entraîneur, prenant en charge des équipes de niveau plus modeste, telles que le Real Madrid Castilla, l'équipe réserve du Real Madrid, ou encore le CD Castellón, le CF Palencia ou encore Grenade CF. Il devient par la suite ambassadeur du Real Madrid à travers l'Europe.
En 2016, il est nommé président d'honneur du Real Madrid, pour succéder à Alfredo Di Stéfano, décédé en 2014.
L mardi 18 janvier 2022 , le Real Madrid annonce par un communiqué officiel le décès de Francisco Gento à Madrid, à l'âge de 88 ans,.

## Famille
Francisco Gento a deux frères cadets : Julio (1939-2016) et Antonio (1940-2020). Ils ont également joué au football de manière professionnelle ; Antonio joue également pour le Real Madrid, mais ne connaît pas le même succès que son frère aîné Francisco.
Ses neveux Paco Llorente et Julio Llorente portent à leur tour le maillot du Real dans les années 1980.
Son petit-neveu Marcos Llorente est formé au Real Madrid, jouant deux saisons en équipe première (2017-2019) avant de rejoindre l'Atlético Madrid.

## Style de jeu
Francisco Gento évolue au poste d'ailier gauche au sein de l'attaque du Real Madrid. Gento est décrit comme une ailier gauche rapide et technique, mais aussi novateur réputé pour son centre de gravité bas. Loué pour sa vitesse de course, il est surnommé "la Galerne de Cantabrique", du nom d'un vent tempétueux qui balaie sa terre natale, sur la côte nord de l'Espagne.
À son arrivée au club au milieu des années 1950, son coéquipier argentin Alfredo Di Stéfano rassure le président madrilène Santiago Bernabéu : « Il est rapide et il frappe dans la balle comme un canon. Ça ne s'apprend pas, c'est inné. Le reste, on peut le lui apprendre ».

## Palmarès
Paco Gento remporte douze fois le championnat d’Espagne et 23 titres au total avec le Real, un record égalé en 2022 par Marcelo,. Sacré champion lors de ses deux premières années à Madrid puis en 1957 et 1958, le Real Madrid remporte huit des neuf titres de champion entre 1961 et 1969.
Gento est le premier joueur à être sacré six fois lors de la Coupe d’Europe des clubs champions (C1). Dans un premier temps, il fait partie l'équipe madrilène qui glane cinq trophées consécutivement à la création de la compétition européenne entre 1956 et 1960, puis remporte un dernier titre en 1966, après deux échecs en finale en 1962 et 1964. Paco Gento détient le record de finales de C1 disputées avec l'Italien Paolo Maldini (AC Milan),.
Francisco Gento remporte aussi deux Coupes d'Espagne et une Coupe intercontinentale.
| Compétitions internationales | Compétitions nationales |
| --- | --- |
| - Coupe intercontinentale (1) - Vainqueur : 1960. - Finaliste : 1966. - Petite coupe du monde des clubs (1) - Vainqueur : 1956. - Coupe d'Europe des clubs champions (6) - Vainqueur : 1956, 1957, 1958, 1959, 1960 et 1966. - Finaliste : 1962 et 1964. - Coupe des vainqueurs de Coupe - Finaliste : 1971. - Coupe Latine (2) - Vainqueur : 1955 et 1957. | - Championnat d'Espagne (12 - record) - Champion : 1954, 1955, 1957, 1958, 1961, 1962, 1963, 1964, 1965, 1967, 1968 et 1969. - Vice-champion en 1959, 1960 et 1966. - Coupe d'Espagne (2) - Vainqueur : 1962 et 1970. - Finaliste : 1958, 1960, 1961 et 1968. |

## Statistiques
Joueur du Real Madrid entre 1953 et 1971, l’ailier gauche espagnol dispute 600 matchs sous la tunique des Merengues pour 182 buts inscrits,. A son décès en janvier 2022, seuls cinq joueurs le devance au rang des joueurs les plus capés du club : Raúl, Casillas, Sanchis, Ramos, Santillana.
Francisco Gento compte 253 buts en 761 matchs officiels avec le Real Madrid, dont 128 buts en 438 matchs de Liga, ce qui en fait en 2022 le 38e joueur au classement historique du championnat d'Espagne.
- Championnat de Primera Division : 438 matchs, 128 buts[12].
- Coupes d'Europe : 95 matchs, 30 buts[13].
- Coupes : 72 matchs, 21 buts.
- Équipe d'Espagne : 43 matchs, 5 buts.
- Total toutes compétitions confondues : 636 matchs, 185 buts soit 0,29 but par match.